# Werner Baumbach
Werner Baumbach (Cloppenburg, 27 de dezembro de 1916 — La Plata, 20 de outubro de 1953) foi um oficial alemão que serviu durante a Segunda Guerra Mundial. Foi condecorado com a Cruz de Cavaleiro da Cruz de Ferro.

## Sumário da carreira

### Condecorações
- Cruz de Ferro (1939)
  - 2ª classe (28 de setembro de 1939)[2][3]
  - 1ª classe (4 de maio de 1940)[2][Nota 1]
- Escudo de Narvik
- Distintivo de Voo do Fronte da Luftwaffe para Pilotos de Bombardeiros em Ouro com Flâmula "200"
  - em Prata (22 de março de 1941)[2]
  - em Ouro (1942)[2]
- Troféu de Honra da Luftwaffe (22 de abril de 1941)
- Distintivo de Piloto/Observador em Ouro com Diamantes (14 de julho de 1941)[2]
- Cruz de Cavaleiro da Cruz de Ferro (8 de maio de 1940) como Leutnant e piloto no 5./KG 30[4][5][6]
  - 20ª Folhas de Carvalho (14 de julho de 1941) como Oberleutnant e Staffelkapitän do 1./Kampfgeschwader 30[4][7][Nota 2]
  - 16ª Espadas (17 de agosto de 1942) como Hauptmann e Gruppenkommandeur do I./KG 30[9][Nota 3]

### Promoções
- 6 de abril de 1936 – Fahnenjunker
- 1 de janeiro de 1938 – Leutnant (segundo-tenente)
- 1 de junho de 1940 – Oberleutnant (primeiro-tenente)
- 20 de julho de 1941 – Hauptmann (capitão)
- 14 de outubro de 1942 – Major
- 1 de novembro de 1944 – Oberstleutnant (tenente-coronel)
- 5 de janeiro de 1945 – Oberst (coronel)